# Calliandra surinamensis
Calliandra surinamensis ist eine Pflanzenart in der Unterfamilie der Mimosengewächse (Mimosoideae) innerhalb der Familie der Hülsenfrüchtler (Fabaceae). Sie ist in Südamerika heimisch, wird in vielen tropischen Gebieten als Zierpflanze verwendet und ist in vielen tropischen Gebiet ein Neophyt. Ihre Früchte sind in Surinam unter dem Namen „officierskwastje“ bekannt.

## Beschreibung

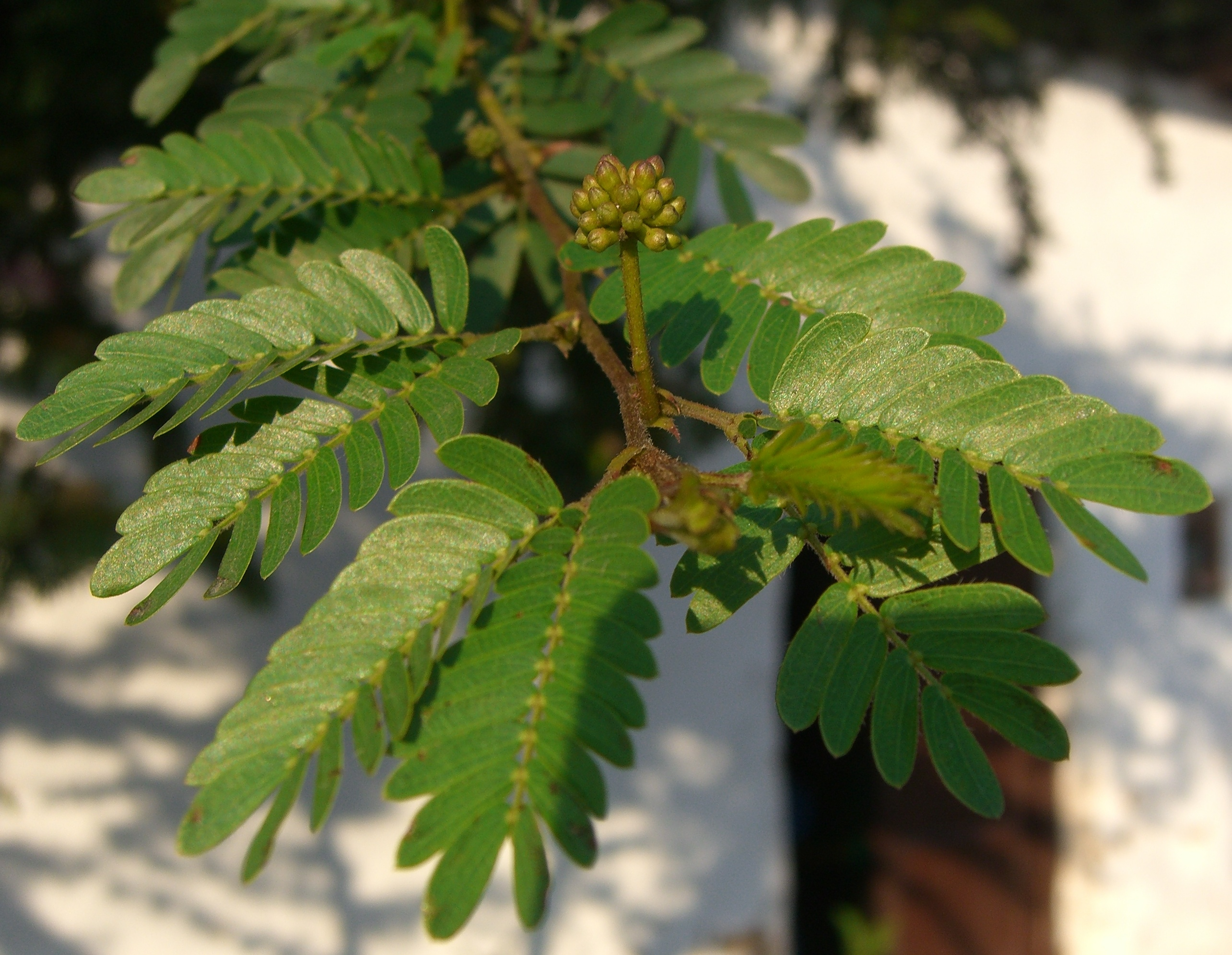
Zweig mit doppelt, paarig gefiederten Laubblättern und junger, knospiger Blütenstand

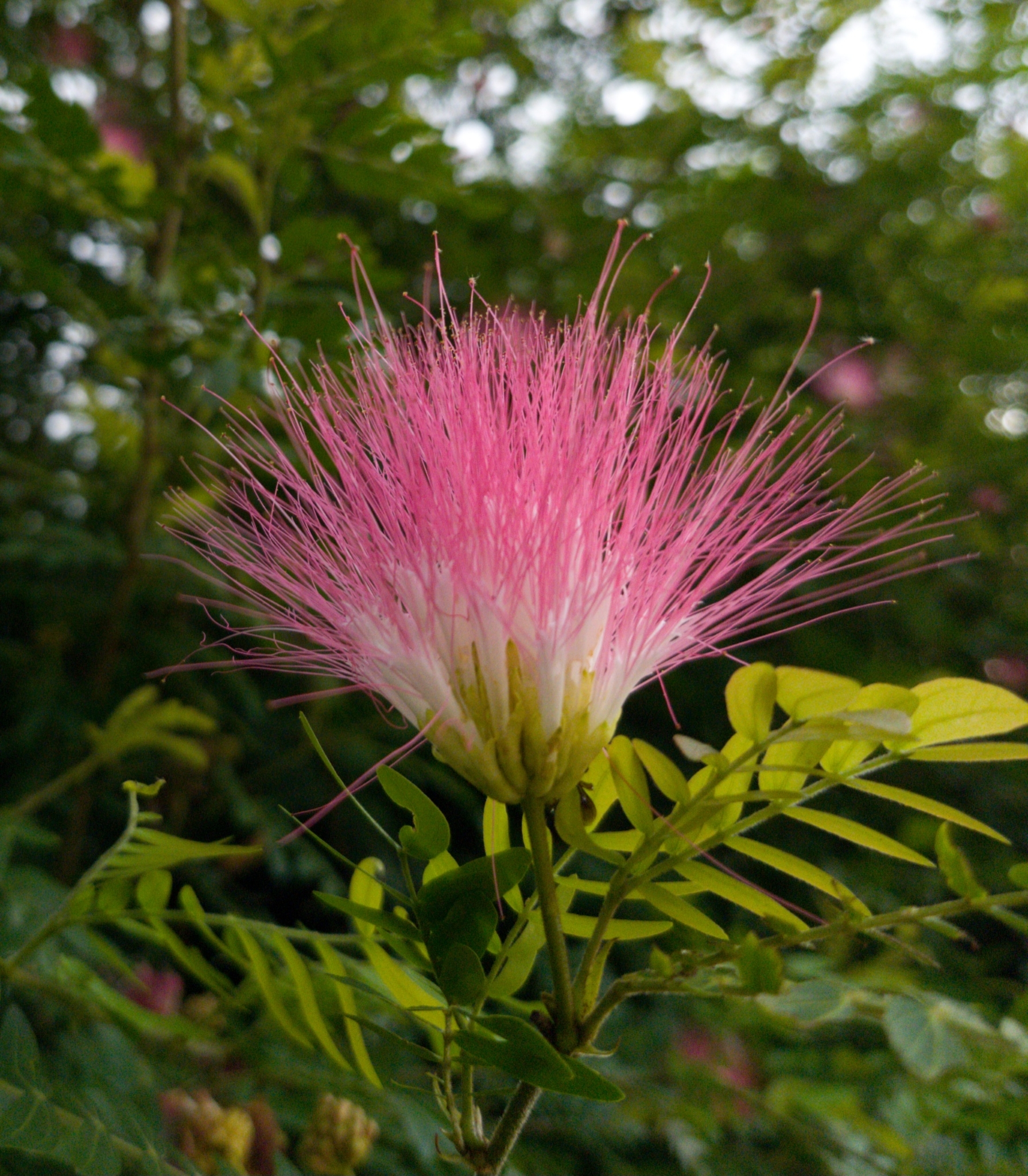
Blütenstand

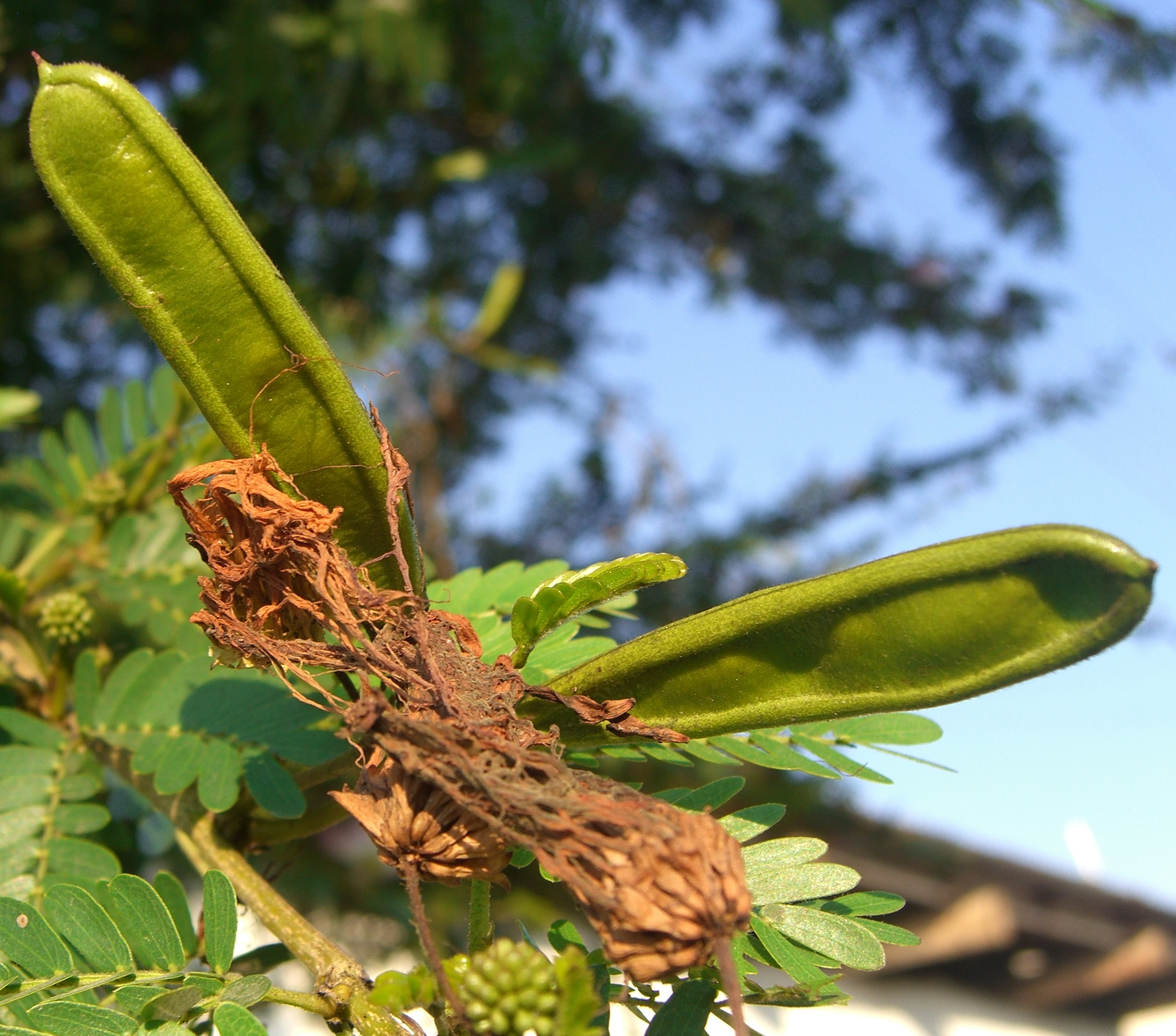
Junge Hülsenfrüchte mit gut erkennbarem, verdicktem Rand

### Erscheinungsbild und Blatt
Calliandra surinamensis wächst als Strauch oder Baum und erreicht Wuchshöhen von bis zu 5 Meter.
Die wechselständig an den Zweigen angeordneten, kurz gestielten Laubblätter sind doppelt paarig gefiedert, wobei es nur zwei Fiedern erster Ordnung gibt und jede dieser Fiedern acht bis zwölf Paar Fiederblättchen aufweist. Die Rhachis 1. und die rinnigen 2. Ordnung sind behaart, wie auch der rinnige Blattstiel. Die einzelnen, fast sitzenden, stumpfen bis spitzen, teils stachelspitzigen, teils leicht sichelförmigen, kahlen Blättchen sind bei einer Länge von 11 bis 16, selten bis zu 25 Millimeter und einer Breite von meist 4 bis 7, selten bis zu 14 Millimeter länglich. Es sind kleine und spitze Nebenblätter vorhanden.

### Blütenstand und Blüte
Seitenständig auf einem kurzen Blütenstandsschaft stehen in einem leicht heteromorphen, köpfchenförmigen (Capitulum), verkehrt-kegelförmigen Blütenstand einige bis viele Blüten zusammen. Die duftende, kahle, fast sitzende und meist zwittrige oder männliche, meist fünfzählige Blüte besitzt eine doppelte Blütenhülle. Im Blütenstandszentrum sitzen meist nur zwittrige Blüten. Der becherförmige, gelb-grünliche Kelch ist 2 bis 3 Millimeter lang mit winzigen Zähnchen. Die weißen bis rötlichen, häutigen Kronblätter sind zu einer trichterförmigen, bis 10 Millimeter langen Röhre, mit kurzem, zerschlitztem Saum verwachsen. Den auffälligsten Teil der Blüte bilden am Ansatz weißen, lange, an der Basis verwachsenen (15–30) Staubblätter, die am oberen Ende rötlich beziehungsweise rosafarben sind. Die Staubblattröhre ist in den Blüten unterschiedlich lang. Es ist manchmal ein Diskus vorhanden. Bei männlichen Blüten ist meist ein Pistillode vorhanden.

### Frucht
Die kahle, hartledrige und flache, mehrsamige Hülsenfrucht ist 5 bis 11 Zentimeter lang sowie 8 bis 12 Millimeter breit, dabei nimmt ihre Breite zur Spitze hin etwas zu. Die Naht der Hülsenfrucht ist ungefähr 3 Millimeter dick. Reife Hülsenfrüchte sind dunkelbraun. Die braunen, abgeflachten Samen sind bis 1 Zentimeter lang.

### Chromosomenzahl
Die Chromosomenzahl beträgt 2n = 16.

## Ähnliche Arten
Am ähnlichsten ist Calliandra surinamensis die Art Calliandra magdalenae. Sie hat meist aber mehr Fiederblättchenpaare und ist robuster gebaut. Ein weiteres Unterscheidungsmerkmal liefern die Früchte, welche bei Calliandra surinamensis deutlich weniger Verdickungen aufweisen. Auch ist Calliandra surinamensis in Mittelamerika nur in Kultur zu finden, während Calliandra magdalenae heimisch ist.

## Vorkommen und Nutzung
Calliandra surinamensis ist entlang Bächen und Flüssen in Guayana häufig. Insbesondere in den tropischen Zonen Zentral- und Südamerikas wird sie oft kultiviert. Calliandra surinamensis gedeiht üblicherweise in Höhenlagen bis zu 200 Meter, kommt aber bis auf 700 Meter vor.

## Taxonomie
Die Erstbeschreibung von Calliandra surinamensis erfolgte 1844 durch George Bentham in London Journal of Botany, Volume 3, S. 105. Synonyme für Calliandra surinamensis Benth. sind: Acacia fasciculata (Willd.) Poir., Anneslia fasciculata (Willd.) Kleinhoonte, Calliandra angustidens Britton & Killip, Calliandra tenuiflora Benth., Feuilleea fasciculata Kuntze, Inga fasciculata Willd.